# Lee Chong Wei
Lee Chong Wei (chinês simplificado: 李宗伟; chinês tradicional: 李宗偉; pinyin: Lǐ Zōngwěi; Bagan Serai, 21 de outubro de 1982) é um jogador de badminton profissional da Malásia.

## Carreira
Lee conquistou a medalha de prata nos Jogos Olímpicos de 2008, onde tornou-se o primeiro malaio a alcançar a final de um evento de simples masculino e encerrou e voltou a conquistar uma medalha olímpica para seu país que não ocorria desde os Jogos de 1996. Em 2012, repetiu a prata perdendo para Lin Dan. Em 2016, ganhou sua terceira medalha olímpica de prata, sendo derrotado na final pelo chinês Chen Long.
Chong Wei foi pego no exame antidoping, em outubro de 2014, perdendo as medalhas conquistada no Campeonato Mundial de Badminton.
Em junho de 2019, Lee Chong Wei anunciou oficialmente sua aposentadoria do badminton profissional, devido problemas com a possível volta de um novo câncer .